# Nakibou Aboubakari
Nakibou Aboubakari (ur. 10 marca 1993 w Saint-Denis) – komoryjski piłkarz grający na pozycji defensywnego pomocnika. Od 2022 jest piłkarzem klubu FC Fleury 91.

## Kariera klubowa
Swoją karierę piłkarską Aboubakari rozpoczął w klubie En Avant Guingamp. W latach 2010–2013 grał w jego piątoligowych rezerwach. W 2013 przeszedł do cypryjskiego drugoligowca, Olympiakosu Nikozja. W 2014 roku wrócił do Francji i przez trzy sezony grał w piątoligowym Stade Briochin. W sezonie 2017/2018 ponownie grał w rezerwach Guingamp, a w latach 2018-2021 znów występował w Stade Briochin. Latem 2021 został zawodnikiem FC Sète, a na początku 2022 przeszedł do FC Fleury 91.
| Sezon   | Klub               | Kraj    | Rozgrywki                 | Mecze | Gole |
| ------- | ------------------ | ------- | ------------------------- | ----- | ---- |
| 2010/11 | EA Guingamp B      | Francja | CFA 2                     | 6     | 2    |
| 2011/12 | EA Guingamp B      | Francja | CFA 2                     | 10    | 4    |
| 2012/13 | EA Guingamp B      | Francja | CFA 2                     | 22    | 5    |
| 2013/14 | Olympiakos Nikozja | Cypr    | Protathlima B’ Kategorias | 27    | 3    |
| 2014/15 | Stade Briochin     | Francja | CFA 2                     | 20    | 2    |
| 2015/16 | Stade Briochin     | Francja | CFA 2                     | 21    | 2    |
| 2016/17 | Stade Briochin     | Francja | CFA 2                     | 25    | 3    |
| 2017/18 | EA Guingamp B      | Francja | Championnat National 3    | 20    | 3    |
| 2018/19 | Stade Briochin     | Francja | Championnat National 2    | 28    | 1    |
| 2019/20 | Stade Briochin     | Francja | Championnat National 2    | 15    | 2    |
| 2020/21 | Stade Briochin     | Francja | Championnat National      | 25    | 2    |
| 2021/22 | FC Sète            | Francja | Championnat National      | 10    | 0    |

## Kariera reprezentacyjna
W reprezentacji Komorów Aboubakari zadebiutował 11 listopada 2011 w przegranym 0:1 meczu eliminacji do MŚ 2014 z Mozambikiem, rozegranym w Mitsamiouli. W 2022 został powołany do kadry na Puchar Narodów Afryki 2021. Na tym turnieju nie rozegrał żadnego meczu.